# Letham (divinità)
Letham o Lethams era una divinità etrusca menzionata nel liber linteus e nel Fegato di Piacenza e presente in altre iscrizioni rituali.